# Les Nouvelles Aventures d'Oliver Twist
Les Nouvelles Aventures d'Oliver Twist (Saban's Adventures of Oliver Twist) est une série d'animation américano-française créée par Saban Entertainment, diffusée sur Fox Kids en 1996.  
En France, la série est diffusée à partir du 1er septembre 1997 sur TF1 dans l'émission TF! Jeunesse. 
Librement basée sur le roman Oliver Twist de Charles Dickens, la série met en scène des animaux anthropomorphes et parfois des humains. 
La propriété de la série est passée à Disney en 2001 lorsque le studio a acquis Fox Kids Worldwide, qui comprend également Saban Entertainment. Mais la série n'est pas disponible sur Disney+,,. En revanche, quelques épisodes sont disponibles sur YouTube.

## Synopsis
Tout commence en Angleterre, au XIXe siècle. Épuisé par la discipline qui règne dans un orphelinat, le jeune Oliver Twist décide de s'enfuir. Il rencontre Artful Roublard, qui l'emmène à la Confrérie de Fagin, dirigée par le renard sage Fagin. Il sera également en compagnie avec Charlie Bates, Nancy, et la princesse Anouchka. Mais au fond de lui-même, il espère retrouver sa mère. 

## Personages
- Oliver Twist - Un chien. Un orphelin en fuite de l'orphelinat, essayant de gagner le respect de ses amis Roublard et Charlie, en espérant de retrouver sa mère, dont il s'est séparé.
- Artful Roublard - Un lapin. Un type rusé et plein d'idées.
- Charlie Bates - Un cochon. Un type décontracté, plutôt sujet aux accidents et avide de nourriture.
- Nancy - Un chat. Une sorte courtoise et gentille, qui rêve de devenir actrice et reste dans la bourse de Fagin.
- Princesse Annushka - Un chien. C'est une princesse russe en fuite qui accorde peu d'égard aux garçons et reste avec la camaraderie de Fagin.
- Fagin - Un vieux renard roux. Leader de la confrérie des jeunes voleurs.
- Monsieur Bumble - Un vieux loup. Le maître de l'orphelinat. Envoie fréquemment ses deux crétins chats, Scratch et Sniff, pour tenter de capturer Oliver et si possible, ses deux amis également.
- Scratch et Sniff - Deux chats. Ils sont envoyés par M. Bumble pour capturer Oliver et le ramener à la maison de travail.
- Bill Sikes - Un ours brun. Un voyou brutal qui profère des menaces d'extorsion et d'intimidation pour gagner son argent.  Il est parfois accompagné d'une bande de rats de rivière voleurs avec Big Cheese comme commandant en second.

## Distribution

### Voix originales
- Mona Marshall : Oliver Twist, Nancy
- Brianne Siddall : Artful Roublard
- Tony Pope : Charlie Bates
- Barbara Goodson : la princesse Anouchka
- Bob MacGarva : Fagin
- Will Ryan : Monsieur Bumble

### Voix françaises
- Natacha Gerritsen : Oliver Twist
- Dolly Vanden : Artful Roublard
- Michel Lasorne : Charlie Bates
- Jean-François Kopf : Bill Sikes
- Bernard Tiphaine : le narrateur
- Emmanuel Karsen : un sbire de Sikes

- - Société de Doublage : SOFI

## Épisodes
1. La fuite (Oliver's Narrow Escape)
2. La course de chevaux (Horsing Around)
3. Que le spectacle commence ! (Show Time)
4. Question d'esprit (That's the Spirit?)
5. Prince d'un jour (The Big Cheese)
6. La diseuse de mauvaise aventure (Misfortune Teller)
7. La visite guidée (Tour of the Town)
8. L'odyssée nocturne (Night Odyssey)
9. Anouchka et l'hiver (Annushka's Winter Tale)
10. La promenade en ballon (Full of Hot Air)
11. Un carrosse pour Fagin (What a Nag)
12. Quelques coups de ciseaux (Hair & There)
13. La chasse au trésor (Treasure Hunt)
14. Le bateau (Ship Unshape)
15. Une chaudière trop performante (Chimney Sweeps Gang)
16. Trois garçons et un bébé (3 Boys and Baby)
17. Merci Fagin (Thank you Fagin)
18. Les déguisements (Disguise and Dolls)
19. Vive le sport (Good Sports)
20. Un coffre plein de surprises (A Trunk Full of Surprises)
21. Les nouveaux entrepreneurs (Get My Goat)
22. La régate (River Regata)
23. Le cirque (Clowning Around)
24. La gazette de Roublard (Landing in London)
25. Une chaudière trop (Snow on the Go)
26. Quelque part (Somewhere)
27. Le seigneur des crapauds (Loads 'O Toads)
28. Tsarine d'un jour (Tsarina for a Day)
29. (Pudding 'Em in Their Place)
30. L'attaque du train postal (The Not-so-great Train Robbery)
31. (That's Snow Way to Spend the Day)
32. Les abeilles (The Boys and the Bees)
33. Une maman pas commode (Oliver's Other Mother)
34. Les rameurs (River Raiders)
35. (Undercover Brother)
36. Le mensonge (The Little Lie)
37. Docteur Jerkil et monsieur Snide (Jerkyl and Snide)
38. Le dragon légendaire (King of a Dragon)
39. Les nouveaux entrepreneurs (New Friend At the Fellowship)
40. (Common Census)
41. (My Fair Fagin)
42. (The Long and The Short of It)
43. (It Takes Two to Tangle)
44. Le gâteau de Troie (The Trojan Cake)
45. (Muddadh Knows Best)
46. (You Can Go Home Again)
47. (The Great London Scavenger Hunt)
48. (Mystery Trail)
49. (Annushka's Game)
50. (Three Sides to Every Story)
51. (Ski No Evil)
52. (Major Magic)

## Autour de la série
- Dans le premier épisode de la série, à orphelinat, quand Oliver demandé plus de nourriture à M. Bumble, et bien cette scène est présent dans le roman de Charles Dickens. C’est d’ailleurs une scène bien connu dans le roman.

- La princesse Annushka est un personnage qui n'existait pas dans l'œuvre originale.
- Dans le roman original, la mère d'Oliver est morte. Sachant, que dans la série elle est mentionnée vivante, et Oliver voulant désespérément la retrouver.
- Dans le roman original, Nancy et Bill Sikes ont eu une relation amoureuse. Dans la série, ils ont à peine une interaction et ne semblent pas se connaître du tout.